# Battenberg (ciasto)
Battenberg, Battenberg cake (czasem Battenburg) – ciasto biszkoptowo-tłuszczowe upieczone w podłużnej formie, popularne w Wielkiej Brytanii. Po przekrojeniu kawałki ciasta mają wzór szachownicy.

## Opis
Battenberg wykonany jest z ciasta biszkoptowo-tłuszczowego, w skład którego wchodzą masło, cukier, mąka, jajka oraz proszek do pieczenia. Do ciasta dodaje się również migdały i ekstrakt migdałowy. Ciasto robi się w dwóch kolorach – najczęściej do połowy dodaje się różowy barwnik spożywczy, drugą część pozostawiając w żółtym kolorze biszkoptu. Obie części piecze się oddzielnie, a po upieczeniu każdą kroi się wzdłuż na dwie części tak, aby w przekroju uzyskać kwadrat. Kawałki ciasta składa się w szachownicę sklejając je cienką warstwą dżemu morelowego. Całość smaruje się z wierzchu dżemem i pokrywa marcepanem.
Ciasto powinno być wykonane bardzo starannie, aby po przekrojeniu uzyskać wzór czteropolowej szachownicy.

## Historia

Herb rodu Battenberg

Nazwa ciasta nawiązuje do niemieckiego miasta Battenberg, siedziby arystokratycznego rodu Battenberg. Według tradycji ciasto Battenberg upieczono po raz pierwszy w 1884 roku na ślub księżniczki Wiktorii (wnuczki Wiktorii, ówczesnej królowej Wielkiej Brytanii) i księcia Ludwika von Battenberg. Cztery części ciasta ułożone na kształt tarczy, miały symbolizować czterech książąt Battenberg: Ludwika, Aleksandra, Henryka i Franciszka. Najstarsza odnotowana wzmianka nazwy Battenberg cake w formie drukowanej pochodzi dopiero z 1903 roku.
Ciasto łączyło angielski smak i niemiecką estetykę, a zastosowanie marcepanu świadczyło o wykwintności i bogactwie.
Ciasta dwukolorowe o wzorze nawiązującym do szachownicy były popularne w XIX wieku. W 1898 cukiernik Frederick Vine opublikował przepis na ciasto, które w przekroju miało układ dziewięciopolowej szachownicy. Poszczególne kawałki ciasta łączone były pastą migdałową. Podobny przepis (Gateau à la Domino) ukazał się w roku 1898 w magazynie The Table, a opracowała go prawdopodobnie redaktorka Agnes Marshall. Możliwe, że ciasto o układzie szachownicy połączono z wydarzeniem, jakim był ślub księżniczki Wiktorii i księcia Ludwika w celach reklamowych. Ciasto o układzie czteropolowej szachownicy stało się szczególnie popularne od lat 20. XX wieku kiedy wprowadzone je do masowej produkcji (m.in. przez firmę Lyons).

## Oznaczenie battenberg

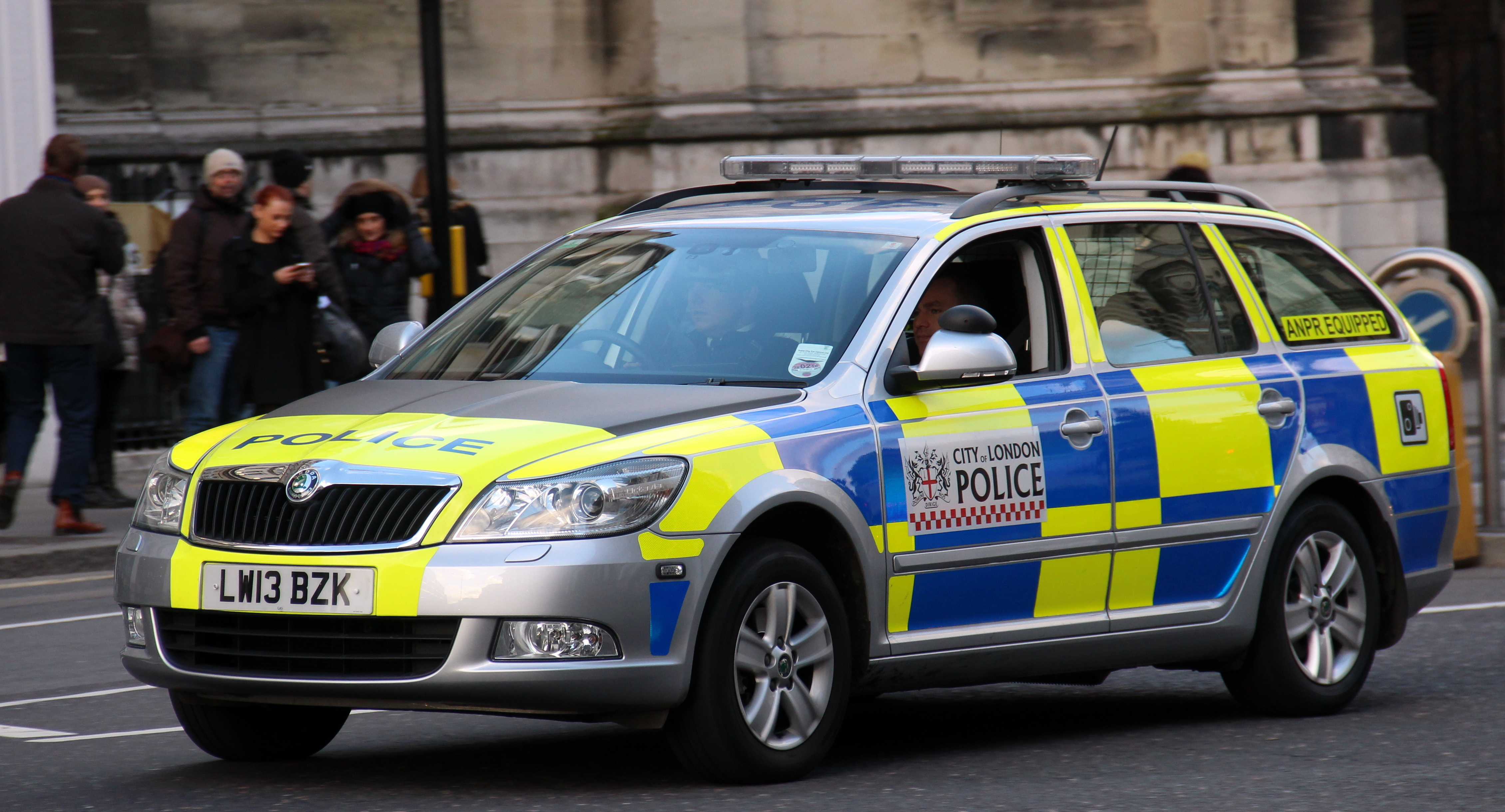
Samochód londyńskiej policji z oznaczeniem battenburg

W nawiązaniu do wzoru ciasta, oznaczenia samochodów specjalnych w formie szachownicy, stosowane w Wielkiej Brytanii i niektórych innych krajach, nazywa się oznaczeniem battenburg.